# 휴버트 셀비 2세
휴버트 셀비 주니어(Hubert Selby Jr., 1928년 7월 23일 - 2004년 4월 26일)는 미국에서 가장 칭송받는 전후(戰後) 작가 중 한 사람으로 어메리칸 드림의 폐부를 적나라하게 드러낸 브루클린으로 나가는 마지막 출구(1964)로 유명하다.

## 잘못 선택한 입구
휴버트의 아버지는 상선 해병의 선원이었고 켄터키주에 있을 때에는 탄광에서 일했다. 그는 애덜린과 결혼해서 뉴욕시 브루클린의 레드훅 지역에 정착했다. 1928년에 뉴욕시 브루클린에서 아들 휴버트 셀비 주니어가 태어났다. 휴버트 셀비 주니어는 피터 스타이버선트 고등학교(Peter Stuyvesant High)에 다녔다. 어린 시절 그의 별명은 커비(Cubby)였고, 평생 이 별명을 사용했다. 커비라는 별명을 가지게 된 것에 대해 후일 휴버트는 이렇게 설명한 적이 있다.
이름이 휴버트이고, 부르클린에서 어린 시절을 보내고 있고, 또 거기 사람들 이름은 전부 마이키, 비니 아니면 토니라면, 나도 비슷한 이름을 가져야 했던 거요.
1943년 아버지가 상선 해병으로 복귀하자 휴버트는 학교를 자퇴하고 열 다섯의 나이에 상선 해병에 자원했다.
1947년 상선에 있던 중 의사로부터 결핵 진단을 받았고 일년 이내에 사망할 가능성이 있다는 설명을 들었다. 독일 브레멘에서 하선하여 고국인 미국으로 다시 돌아왔다. 이후 3년 반 동안, 18세의 소년은 뉴욕의 해병 병원에서 치료를 받았다.
셀비는 실험단계의 약인 스트렙토마이신(streptomycin)으로 치료를 받았으나 나중에 심각한 합병증을 유발하여 의사들은 외과수술에 들어 갔다. 의사들은 흉부측골 11개를 들어 내고 한쪽 폐를 제거해서 휴버트를 구했지만 일 년간의 재활 기간이 필요했고 이후 그는 평생에 걸쳐 급성 폐질환에 시달려야 했다. 이때문에 얻게 된 진통제와 헤로인 중독은 20여 년 동안 지속되었다.

## 편도 승차
1949년 셀비는 첫 번째 결혼을 했다. 해병 제대 후, 지병에다가 업무 경험도 전무했던 탓으로 일자리를 구할 수 없었고 대부분 집에서 딸을 양육하며 보냈고, 아내는 백화점에서 일했다.
그 후 10년 동안 셀비는 거의 집에서 지내야 했을만큼 병세가 차도를 보이지 않았고 폐질환으로 병원에 실려 가는 일도 잦았다. 의사는 그가 폐활량이 충분하지 않기 때문에 얼마 살지 못할 것이라고 말했다. 하지만 셀비는 주저 앉지 않았다. 소꼽 친구 길버트 소렌티노는 셀비에게 시간이 나면 소설을 써보라고 권유했다. 병으로 변변한 일도 할 수 없었던 셀비는 "알파벳은 알지. 어쩌면 작가가 될 수 있을지도 모른다"며 결심을 한다.
셀비는 작가가 된 동기를 발견한 일에 대해 이렇게 기록한다.
집에서 지내며 나는 심오한 경험을 했다. 언젠가 죽을 운명이고 지금과는 다르더라도, 거의 죽어 가면서 어떻게 살아 있긴 하지만 결국 그저 죽음에 이를 뿐이라는 사실을 내 모든 존재 속에서 뼈저리게 느꼈다. 그리고 죽기 직전에 내가 품을 생각은 두가지일 것이다. 살아온 인생에 대한 후회와 소생하여 다시 시작하고 싶은 욕망. 너무 무서웠다. 평생을 살고 나서 일생을 되돌아 본 후 인생의 실패를 깨닫는 모습을 그려 본 나는 인생을 걸고 어떤 일을 하고 싶은 충동에 사로잡혔다.
정식 작문 교육을 받은 적이 없는 셀비는 유년 시절의 일부였던 암울하고 폭력으로 가득찬 세계를 거친 길바닥의 언어로 표현했다. 부두 하역꾼, 노숙자, 불량배, 포주, 복장 도착자, 매춘부, 동성애자, 마약 중독자와 가난에 찌든 동네에 대한 그의 경험은 <브루클린으로 가는 마지막 출구>에 가장 잘 묘사되어 있다. 문체로 볼 때 셀비는 기존 작가와 달리 파격적이었다. 셀비는 문법, 구두점, 혹은 어법에는 억매이지 않았다. 문단은 들여 쓰는 정도를 일정하게 달리 둠으로써 타자기로 친 듯한 인상을 주었다. 잭 케루액의 자동기술법처럼, 셀비는 호흡이 빠른 의식의 흐름 기법을 곧잘 사용했는데 이를 위해 어포스트로피 대신 셀비 자신의 타자기에서 손 쪽에 더 가까운 빗금(/)을 택했고 이로써 중단없이 계속 타자할 수 있었다. 셀비는 인용부호를 사용하지도 않았고, 대화문 자체가 하나의 문단을 되는가 하면 화자가 바뀌는 시점을 표시하지도 않았다. 그의 산문은 벌거 벗은 나신처럼 노골적이고 직설적이었다.

## 마지막 출구
1958년 셀비는 첫 번째 단편인 여왕의 죽음(The Queen is Dead)를 쓰기 시작했다. 당시 셀비는 여기 저기서 일을 했다. 낮에는 사무원, 주유소 점원, 프리랜스 카피라이터였고, 밤에는 소설을 썼다. 그 단편은 출판되기까지 6년 동안 다듬어졌다.
1961년에 단편 트랄랄라(Tralala)가 문예지인 프로빈스타운 리뷰(The Provincetown Review)와 블랙 마운틴 리뷰(Black Mountain Review) 그리고 뉴 디렉션(New Directions)에 실렸다. 파격적 문체와 거친 묘사로 셀비는 인생, 집단 강간, 그리고 매춘부의 살인을 낱낱이 밝혔다. 그의 작품은 많은 평론가들이 부정적으로 평가했다. 편집인이 미성년자에게 도색문학을 판매한 죄로 체포를 당했다. 출판물은 외설 사건으로 재판에 회부되었지만 항소에서 사건은 기각되었다.
셀비는 집필을 계속 했고, 오랜 친구인 에이머리 바라카(Amiri Baraka)는 그에게 당시 잭 케루액의 에이전트였던 스털링 로드(Sterling Lord)을 만나 볼 것을 권했다. 1964년 트랄랄라와 여왕의 죽음 그리고 연관성이 느슨한 단편을 모아 최초의 소설집 브루클린으로 나가는 마지막 출구(Last Exit to Brooklyn)을 구성했다. 이 소설집은 이미 윌리엄 S. 버로우즈의 작품을 낸 바 있는 그로브 프레스 출판사에서 승인을 받고 출판이 되었다.
이 소설은 "미국의 머리 위에 떨어져 지옥의 녹슨 폭탄처럼 폭발할 것이고 그럼에도 백년 동안 열렬히 독자의 환영을 받을 것"이라고 예견한 앨런 긴스버그(Allen Ginsberg)를 비롯한 많은 평론가의 호평을 받았다. 그러나 문제작이 그렇듯 모든 사람이 환영한 것은 아니었다. 동성애, 마약 중독, 집단 강간 그리고 여타 인간의 야만성과 잔학성을 적나라하게 묘사했기 때문에, 이 소설은 1967년 영국에서 외설 표현으로 기소가 되었다. 안소니 버지스는 소설의 변호인측 증인으로 출석한 작가 중 한 사람이었다. 남성들로만 구성된 배심원단의 평결은 추후 항소에서 번복되었다. 이탈리아에서는 금서로 배척했다.
1967년에 셀비는 브루클린에서 로스앤젤레스로 이사했다. 같은 해에 셀비는 웨스트 헐리우드에서 후일 결혼하게 된 수잔(Suzanne)을 만났다. 마음이 맞은 두사람은 이틀 후 함께 살았다. 2년 후인 1969년 두 사람은 결혼식을 올렸다. 그로부터 10년 동안 셀비 부부는 집이 있던 남부 캘리포니아와 미국 동부 사이를 오고 가다가 1983년 로스앤젤레스에 자리를 잡았다.
정신이 말짱할 때 집필을 했지만 셀비는 마약 중독에서 여전히 헤어나지 못했다. 1967년에 헤로인 소지로 로스앤젤레스 카운티 교도소에 두 달동안 수감되기에 이르렀다. 셀비는 석방된 후, 마약을 끊었고, 죽을 때까지 마약과 술은 입에 대지도 않았다. 임종시에 고통으로 괴로워하면서도 모르핀 주사를 거부했다.

## 여정의 끝
1971년 셀비는 두 번째 소설 구치실(The Room)을 출판했다. 이 소설은 작가의 또하나의 걸작으로 최고의 찬사를 받았다. 셀비는 이 소설을 가리켜 "지금까지 출판된 그 어떤 책보다도 불온한 책"으로써 자신도 집필을 마친 후 십년이 지난 후에도 다시 꺼내 읽을 수 없을 정도였다고 했다.
셀비는 웨스트 할리우드의 아파트에서 단편 소설, 영화각본, TV드라마 대본 등을 쓰며 집필을 계속했다. 그의 작품은 유젠(Yugen), 블랙 마운틴 리뷰, 에버그린 리뷰, 프로빈스타운 리뷰, 컬처(Kulchur), 연간 뉴 디렉션(New Directions Annual), 스왱크(Swank)와 오픈 시티(Open City) 등 여러 문예지에 등장했다. 셀비는 생애의 마지막 이십 년 동안 남가주 대학(University of Southern California)에서 외래 교수 자격으로 창작 글쓰기를 가르쳤다.
말년에 셀비는 우울증과 홧병에 시달렸다. 생애 마지막달에는 병원을 수시로 드나들었다. 셀비는 2004년 4월 26일 만성 폐쇄성 폐질환으로 캘리포니아 로스앤젤레스 하일랜드 파크(Highland Park)에서 운명했다. 35년을 함께 했던 셀비 부인(Suzanne Selby, 1946년생)은 뉴욕의 카일 맥(Kyle Mack), 켄터키의 클라우디아 셀비(Claudia Selby), 남부 캘리포니아에 있는 레이첼 셀비(Rachel Selby)와 윌리엄 셀비(William Selby) 이렇게 네 명의 자식과 11명의 손자를 두고 있다.

## 주요 작품
- 브루클린으로 가는 마지막 출구(Last Exit to Brooklyn. 소설. (1964)
- 구치실(The Room). 소설. (1971)
- 악마(The Demon). 소설. (1976)
- 한 편의 꿈에 바치는 진혼곡(Requiem for a Dream). 소설. 한국에서는 <레퀴엠>이라는 제목으로 출간된 바 있음. (1978)
- 조용한 눈이 부르는 노래(Song of the Silent Snow). 단편집. (1986)
- 버드나무(The Willow Tree). 소설. (1998)
- 대기 시간(Waiting Period). 소설. (2002)